# Mnogostanične životinje
Mnogostaničari (Mnogostanične životinje, lat. Metazoa) podcarstvo u koje se svrstavaju svi organizmi svih skupina životinja koji su građeni od više od jedne stanice.
Pored činjenice da su to organizmi građeni od većeg broja stanica, njih obilježava diferenciranje i specijalizacija stanica. Već kod Parazoa postoje razni tipovi stanica koje služe hranjenju, disanju ili gradnji skeleta. 
Mnogostanične životinje (mnogostaničare) se dalje dijeli na prave mnogostaničare koji imaju specijalizirana tkiva kao što su na primjer nervno tkivo i mišići, dok Parazoe nemaju to svojstvo. Međutim, ovu podjelu danas široko rasprostranjena kladistička sistematika ne priznaje. 

## Povijest
Prvi mnogostaničari se mogu dokazati još u vrijeme prije oko 600 milijuna godina u razdoblju neoproterozoika. Prvo razdoblje njihovog procvata bilo je za vrijeme edijakarija.
Kao primjer mogućeg prijelaza od jednostaničnih ka mnogostaničnim organizmima redovno se navode zelene alge recentnog roda Volvox. 

## Sistematika
Mnogostanične životinje se tradicionalno dijele u dvije grupe:
- Parazoa, životinje koje nemaju specijalizirano tkivo u koje se ubrajaju spužve (Porifera) i još samo jedna vrsta, Trichoplax adhaerens. Ova vrsta se kao jedina klasično svrstava u vlastito koljeno, Placozoa.
- Pravi mnogostaničari (Eumetazoa) su grupa, koja obuhvaća sve druge vrste životinja, među njima radijalno simetrični žarnjaci, i dvostrano simetrične, bilateralne životinje, u koje se ubrajaju i svi kralježnjaci (Vertebrata) zajedno s ljudima.

Ranije se od ova dva taksona odvajao još jedan, mezozoa, koji se zbog svoje jednoslojne stanične mješine smatralo naročito primitivnim. Danas je međutim poznato, da se kod ove grupe životinja radi sekundarnom pojednostavljenju pravih mnogostaničara iz skupine bilateralnih životinja. 

## Vanjske poveznice
|  | Zajednički poslužitelj ima još gradiva o temi Animalia |